# Corona Imperial Austríaca

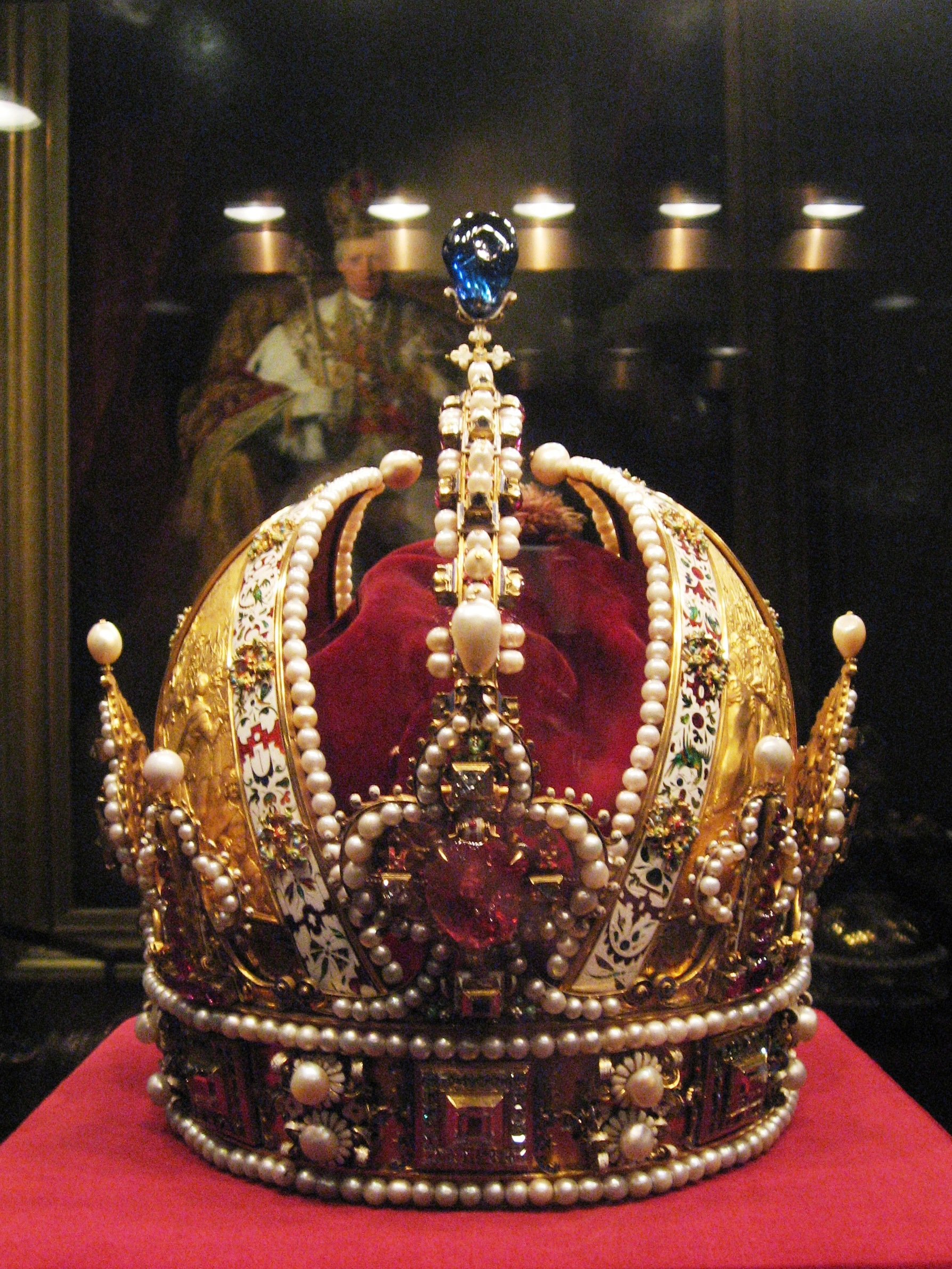
Vista frontal de la Corona Imperial Austriaca

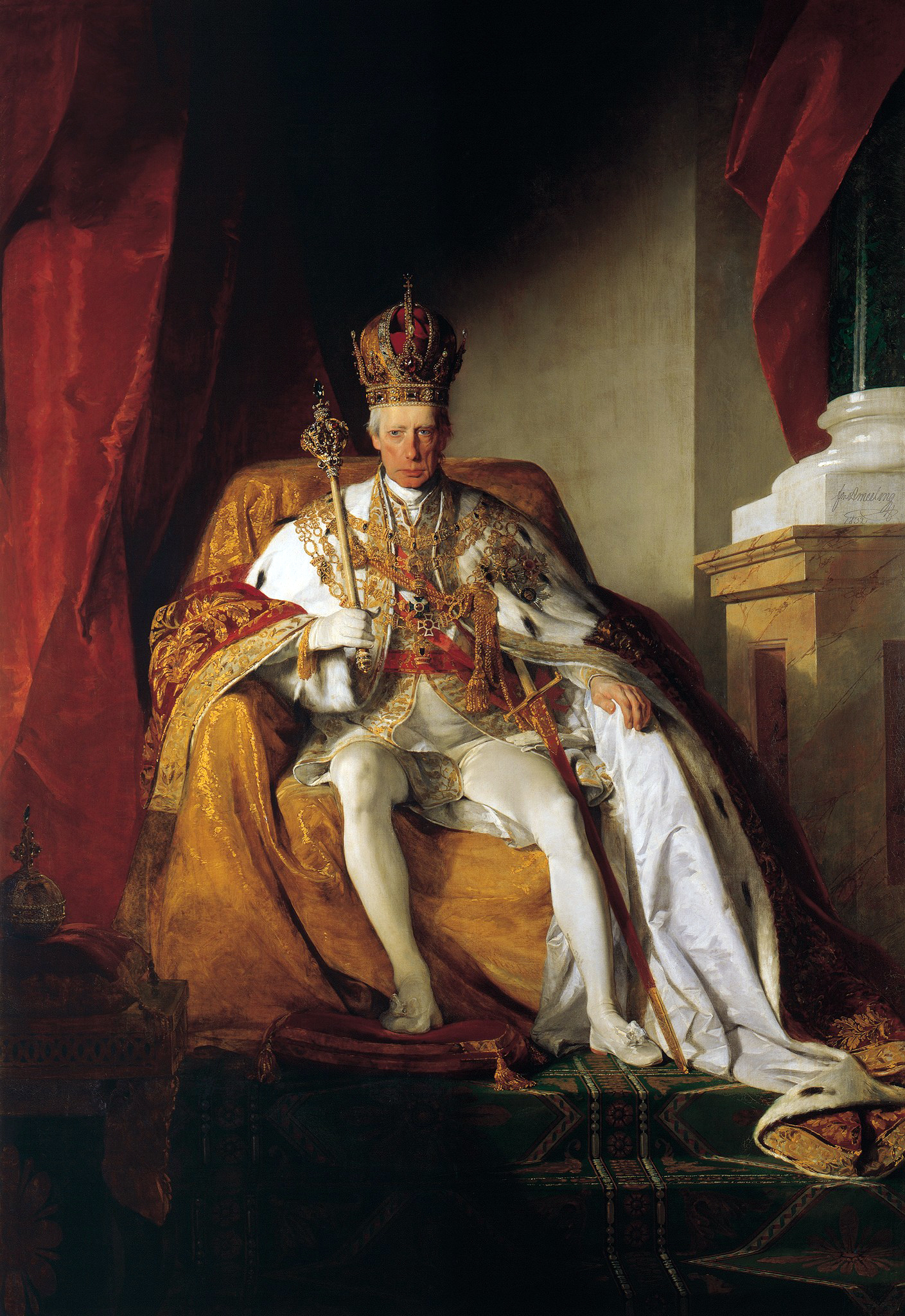
Francisco I de Austria portando los insignias imperiales austríacas

La Corona del Imperio austríaco (alemán: Österreichische Kaiserkrone o Krone des Kaisertums Österreich) fue creada para el emperador Rodolfo II como una joya de uso personal, debido a esta circunstancia también es conocida como la Corona de Rodolfo II.

## Historia
Debido a que la corona imperial y el resto de las insignias del Sacro Imperio Romano Germánico se encontraban custodiadas en la ciudad de Núremberg y únicamente eran trasladadas con motivo de la coronación de un Sacro Emperador Romano, algunos de ellos ordenaron que se les fabricase una corona para su propio uso que utilizaban, por ejemplo cuando acudían a la Dieta Imperial o Reichstag. La representación más antigua conocida de una corona de uso privado de un Sacro Emperador Romano fue realizada por Alberto Durero en un retrato de Maximiliano I, la forma de la corona que aparece representada pudo haber influido en el diseño de la Corona de Rodolfo II.
No se celebró ninguna ceremonia de coronación desde que el Imperio Austríaco sustituyó al Sacro Imperio Romano como una monarquía hereditaria, a diferencia de este último que fue una monarquía electiva, bajo la Dinastía de los Habsburgo. Debido a esta circunstancia, se consideró que no era necesario introducir la ceremonia mencionada como elemento de legitimación del emperador con su nuevo título. De esta forma, cuando se producía una sucesión en el Imperio Austríaco, en realidad se celebraba una ceremonia de investidura y no una de consagración.
La Corona de Rodolfo II fue realizada en Praga en 1602 por Jan Vermeyen, uno de los orfebres más conocidos de su época, que acudió desde Amberes. La Corona Imperial Austríaca consta de tres partes: el círculo (Kronreif), la mitra (Mitra) y las diademas centrales (Kronbügel). Se ajusta al modelo más frecuente que poseen las coronas imperiales en la heráldica y su diseño deriva de las mitras episcopales.

## Diseño

### Círculo
El círculo es la parte fundamental de la corona y por sí misma podría constituir una sin los elementos restantes. Se puede considerar a la mitra y las dos diademas centrales meros adornos. El círculo simboliza la autoridad del emperador y se encuentra decorado en la parte superior con ocho florones con una forma semejante a la del lirio, cuyo diseño probablemente se inspiró en la corona de los reyes de Bohemia (conocida como Corona de San Venceslao). Los lirios también se asocian con mucha frecuencia con el símbolo de la Casa de los Valois, la flor de lis. El número de los florones está relacionado con la Corona del Sacro Imperio Romano, ya que la base de ésta está realizada con ocho placas unidas. El círculo de la Corona Imperial Austríaca, como sucede en el modelo de corona imperial más utilizado en heráldica, está adornado con perlas y piedras preciosas como espinelas o circones. Las circonitas poseen una talla que ha permitido que la parte frontal sea plana. Esta técnica empleada para tallar las gemas que adornan la corona era relativamente novedosa en aquella época.

### Mitra
La mitra simboliza el ejercicio, por parte del emperador, del poder absoluto por derecho divino y su relevante posición espiritual, en su coronación era consagrado simbólicamente como diácono de la Iglesia católica. La mitra se encuentra dividida en dos permitiendo, como sucede en la Corona del Sacro Imperio, que en la parte central de la misma puedan colocarse dos diademas. Como las otras partes de la corona es de oro, está adornada con franjas esmaltadas en las que figuran aves y elementos vegetales. En la superficie de la mitra aparecen representadas cuatro escenas diferentes, las tres primeras aluden a los títulos más importantes de Rodolfo II, y la cuarta es una alegoría de un supuesto triunfo sobre los turcos. En la primera el monarca aparece arrodillado, en el momento de ser coronado Sacro Emperador Romano en Ratisbona. En la segunda, se encuentra cabalgado en la colina de la coronación en Bratislava durante la ceremonia de su entronización como rey de Hungría. En la tercera, Rodolfo II aparece representado durante la procesión por la ciudad de Praga, después de su coronación como rey de Bohemia. En la cuarta escena figura una representación alegórica de su victoria sobre los turcos, hecho que no posee suficiente base histórica. 
|                                                      |                                                                   |                                      |                                                     |
| Coronación como emperador de Rodolfo II en Ratisbona | Rodolfo II cabalgando en la colina de la coronación en Bratislava | Procesión de la coronación por Praga | Alegoría del triunfo de Rodolfo II sobre los turcos |

### Diademas centrales
Las dos diademas o arco central están claramente inspiradas en las de la Corona del Sacro Imperio Romano Germánico. En ellas se encuentran incrustados ocho diamantes, que simbolizan a Cristo, dado que el emperador ejercía  “el poder en la tierra en nombre de Cristo” . En el lado interior de las diademas aparece grabada la siguiente inscripción latina: RVDOLPHVS II ROM(ANORVM) IMP(ERATOR) AVGVSTUS HVNG(ARIAE) ET BOH(EMIAE) REX CONSTRVXIT MDCII (Realizada en 1602 para Rodolfo II, Emperador Romano, Rey de Hungría y Bohemia).
En la parte superior de las diademas se encuentra colocada una esmeralda color turquesa, que representa el cielo, sobre una cruz muy disimulada. Esta esmeralda no se encuentra tallada pero fue pulida.

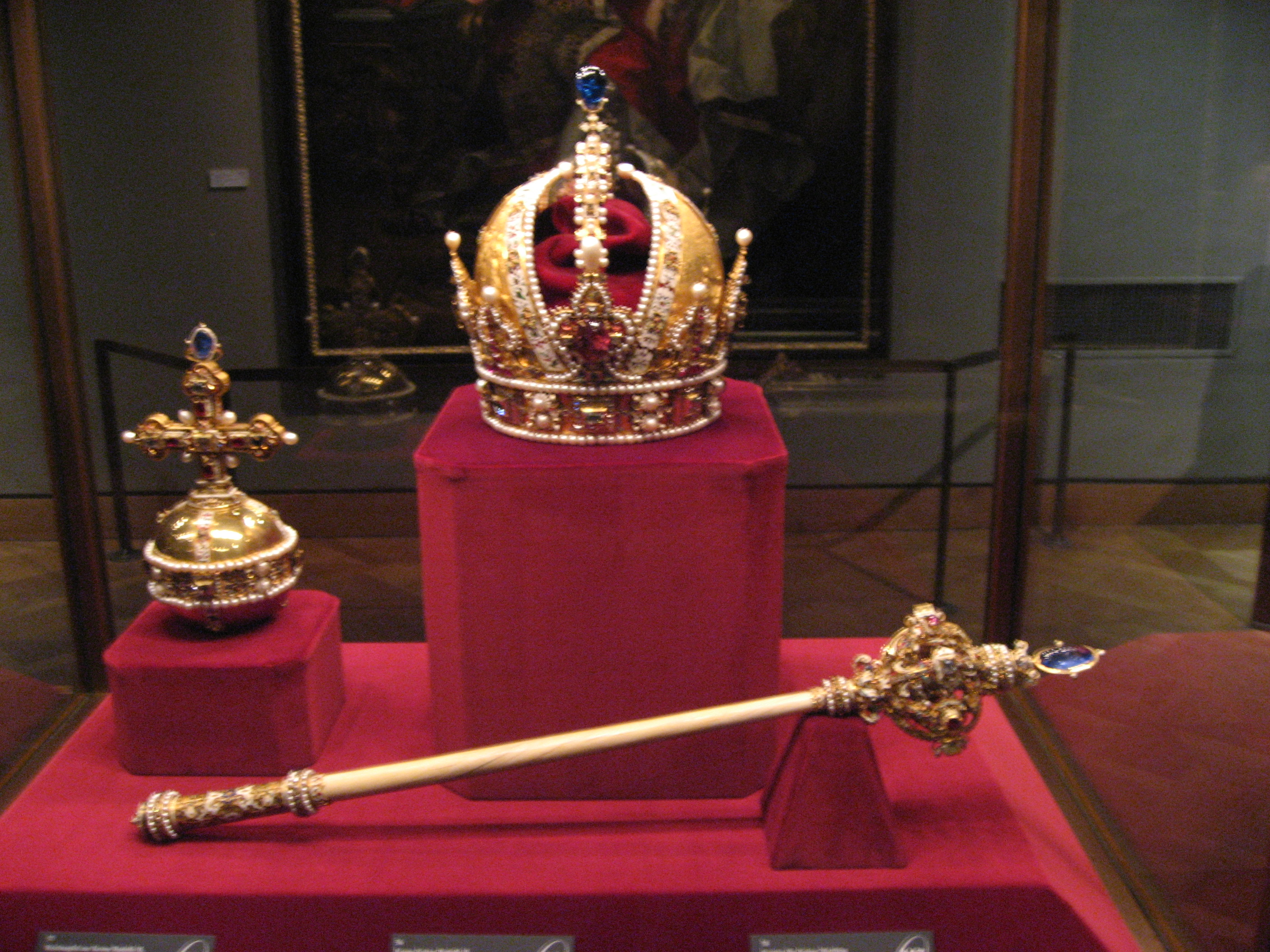
El cetro, el orbe y la corona imperial

## Cetro y orbe imperial
El cetro y el orbe acompañan a la corona imperial, fueron encargados en 1612 por el emperador Matías, hermano y sucesor de Rodolfo II, a Andreas Ochsenbruck. El diseño de estas joyas está inspirado en la corona imperial, especialmente el trabajo del esmalte, que fue copiado de las franjas de ésta. Parte del cetro fue realizada con el cuerno de un animal que fue considerado un unicornio. Antes de la creación del Imperio Austríaco, el cetro y el orbe fueron utilizados como insignias reales de Bohemia y de los Estados hereditarios (Erbhuldigung) del Archiducado de Austria.
La corona, el cetro y el orbe, actualmente se encuentran custodiados en la Schatzkammer (Cámara del Tesoro) del Palacio de Hofburg en la ciudad de Viena.

## Curiosidades
- Varias ciudades cuentan con escudos timbrados con la corona imperial, la Corona Imperial Austríaca figura en la versión actual del escudo de Ámsterdam. En 1489, el emperador Maximiliano I permitió que la corona imperial figurase en el escudo de la ciudad, como reconocimiento al apoyo financiero prestado en una de las guerras que mantuvo. En Ámsterdam, la corona puede observarse en la aguja de la iglesia "Westerkerk" (Iglesia del Oeste) y en los elementos decorativos del "Blauwbrug" (Puente Azul).

Escudo de Ámsterdam, timbrado con la Corona Imperial Austriaca
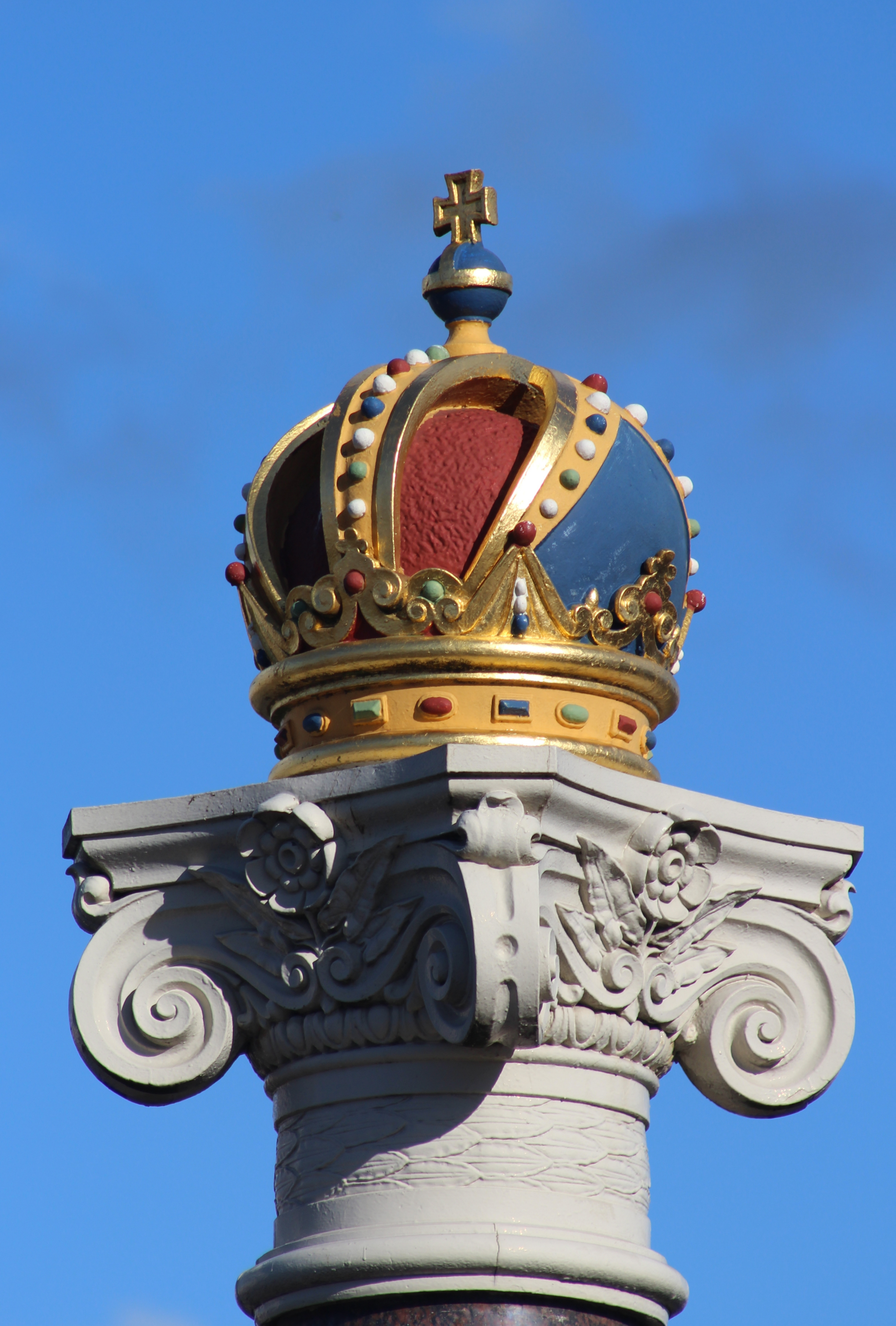
la Corona Imperial Austríaca en tres dimensiones en el Blauwbrug, Ámsterdam

- Algunas empresas cerveceras han incluido la Corona Imperial Austríaca en sus logotipos, es el caso de Krusovice, en la República Checa.